# 1629년
1629년은 월요일로 시작하는 평년이다.

## 연호
- 명(明) 숭정(崇禎) 2년
- 후금(後金) 천총(天聰) 3년
- 일본(日本) 간에이(寛永) 6년 / 메이쇼(明正) 원년
- 후 레 왕조(後黎朝) 빈또(永祚) 11년 / 득롱(德隆) 원년

## 기년
- 류큐(琉球) 쇼호왕(尚豊王) 9년
- 명(明) 의종 숭정제(毅宗 崇禎帝) 2년
- 후금(後金) 태종 천총가한(太宗 天聰可汗) 3년
- 조선(朝鮮) 인조(仁祖) 7년
- 후 레 왕조(後黎朝) 신종(神宗) 11년

## 탄생
- 4월 14일 - 네덜란드의 수학자 크리스티안 하위헌스. (~1695년)
- 7월 18일 - 조선 중기의 학자, 사상가 윤증. (~1714년)
- 8월 17일 - 폴란드의 국왕 얀 3세 소비에스키. (~1696년)

### 미상
- 조선 후기의 문신 박세당. (~1703년)